# Podomyrma libra
Podomyrma libra är en myrart som först beskrevs av Auguste-Henri Forel 1907.  Podomyrma libra ingår i släktet Podomyrma och familjen myror. Inga underarter finns listade i Catalogue of Life.